# Зуєв Олександр Іванович
Зу́єв Олекса́ндр Іва́нович (нар. 30 серпня 1950, Макіївка, Донецька область, Українська РСР, СРСР — пом. 31 жовтня 2006, Буча, Київська область) — український композитор. Лауреат Республіканської комсомольської премії ім. М. Островського (1978) й Третього фестивалю молоді України (1979).

## Життєпис
Народився 30 серпня 1950 в Макіївці Донецької області.
Закінчив композиторський факультет Київської консерваторії (1974, клас Юрія Іщенка). Керував ансамблями «Кобза», «Калина», був концертмейстером Київського естрадно-циркового училища (1970–1976). З 1977 — на творчій роботі.
1978 - делегат ХХ111 з'їзду комсомолу України.
Автор музики до хронікально-документальних і телевізійних фільмів. 
Член Національної спілки композиторів України.
Його пісні крім «Кобзи» і «Калини» виконували Раїса Кириченко, Костянтин Огнєвий, Микола Гнатюк, Тетяна Русова, Лідія Михайленко, Олександр Сєров, Михайло Сливоцький, ансамблі «Медобори», «Краяни», «Мальви», югославський ВІА «Лідери Белграду».
Останні роки життя важко хворів. Помер композитор 31 жовтня 2006 року в лікарні Бучі. Похований на міському цвинтарі Ірпеня, що неподалік Києва.

## Нагороди і відзнаки
1978 - лауреат Республіканської премії імені М.Островського
1979 - лауреат 3-го фестивалю молоді України